# Zrub (arie protejată)
Zrub (în ucraineană Зруб) este o arie protejată de tip botanic de importanță locală din raionul Adâncata, regiunea Cernăuți (Ucraina), situată la est de satul Tureatca. Este administrată de „Silvicultura Cernăuți”.
Suprafața ariei protejate constituie 8,5 hectare, fiind creată în anul 1979 prin decizia comitetului executiv regional. Statutul a fost acordat pentru protejarea a două masive forestiere cu arbori valoroși de stejar, cu vârsta de aprox. 120 ani.